# Umberto Segato
(Umberto Segato)
Umberto Segato (Mira, 31 agosto 1932 – Todi, 16 maggio 2025) è stato un giornalista, scrittore e poeta italiano.

## Biografia

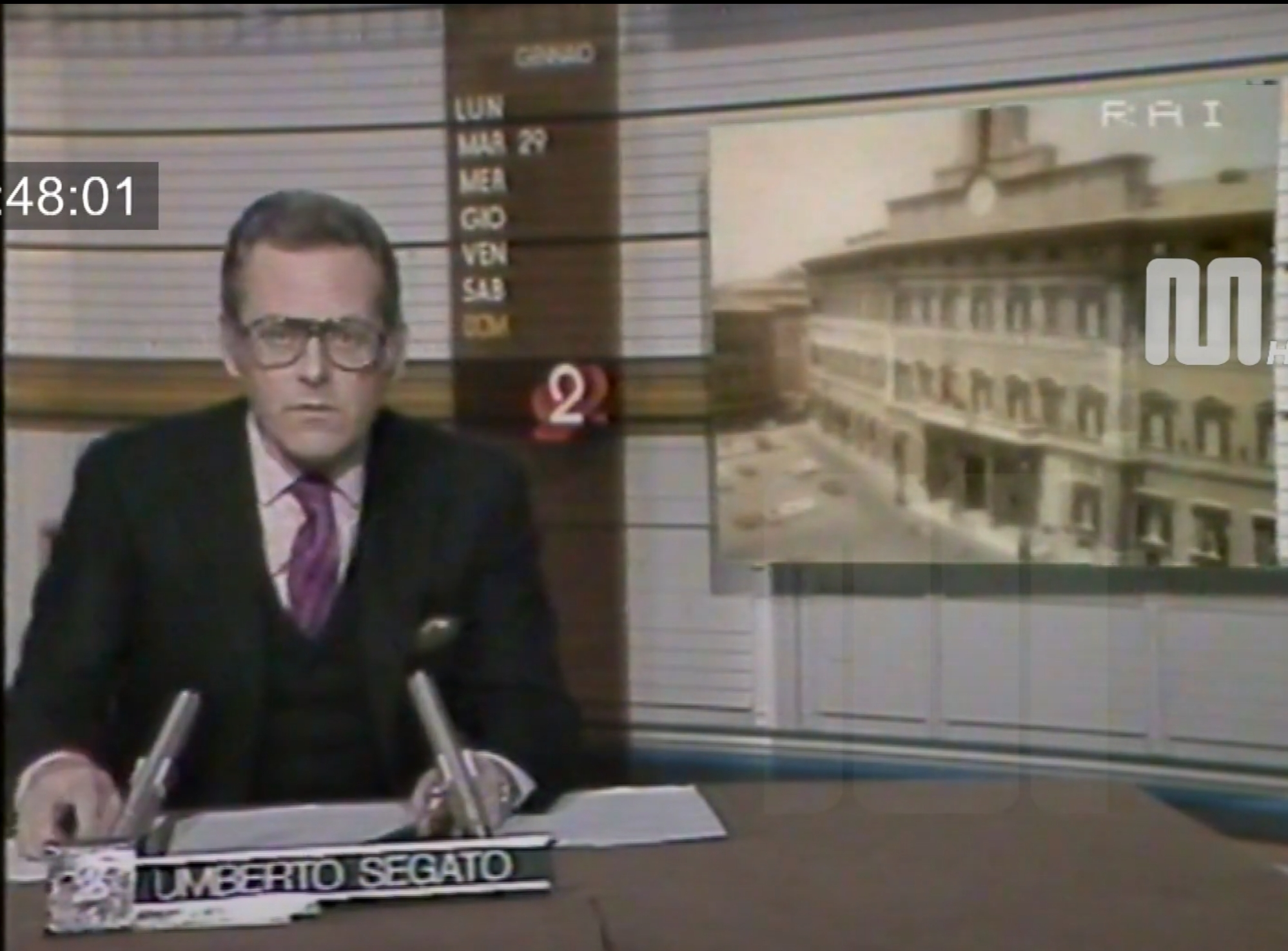
Tg2 Stanotte, conduzione Umberto Segato, 29 gennaio 1980

Nato a Mira, in provincia di Venezia nel 1932. Ha vissuto a Roma e Todi. Giornalista de Il Giorno e poi, in televisione, è stato Inviato Speciale RAI del TG2.
Dal 1960 è iscritto all'albo dei giornalisti professionisti. 
Nel 1963 realizza "La Germania di Adenauer", assieme ad Alberto Ronchey, per il Secondo programma, in onda alle ore 22. Nella rosa finale del 6º Premio Nazionale « Guglielmo Marconi » della Televisione (1964) con "Hemingway", programma firmato assieme ad Alfredo Todisco.
Sul Primo canale Rai fu intervistato, assieme a Enzo Siciliano, nel 1966, da "Zoom", il rotocalco di attualità culturale di Andrea Barbato e Pietro Pintus, a proposito delle polemiche che seguirono dopo la decisione dell'editore Mondadori di ritirarsi dai premi letterari, rispondendo alle domande se fosse vero che, ormai, in Italia, i premi letterari sono troppi, fino a danneggiarsi l'un l'altro, senza alcun vantaggio per scrittori ed editori, e se esistono davvero le "pastette", o si tratta di maldicenza degli sconfitti. Lavora per la trasmissione giornalistica AZ, un fatto come e perché, a cura di Luigi Locatelli.
A Bologna la sua inchiesta "Friuli anno zero" partecipa al Premio Italia nel 1976.
Per "Il senno di poi" (Tg2 Dossier, Rai 2, ore 20.40, 5 luglio 1977) si occupa di autostrade italiane nell'assoluta mancanza di una programmazione seria e di una pianificazione rigorosa. Dal 1978 è stato il conduttore dell'edizione del Tg2 a tarda sera, "TG2 Stanotte". Sotto la direzione di Andrea Barbato (poi sostituito da Ugo Zatterin), nel 1980, faceva parte del comitato di redazione del Tg2 con Stefano Gentiloni e Giancarlo Santalmassi. Per la prima volta nella storia del servizio pubblico radiotelevisivo, la sera del TG2-Studio aperto del 10 ottobre 1980, Segato aprì l'edizione straordinaria, senza sigla, in qualità di portavoce del comitato di redazione, spiegando i motivi dello sciopero e del perché informazioni e servizi erano ridotti all'essenziale. 
Nel 1984 è stato il curatore del 4º ciclo di Trentatré, insieme a Luciano Onder, la rubrica medica a carattere scientifico del TG2, in tutto 9 puntate in onda attorno alla mezzanotte. Quindi, divenuto Medicina 33, dal 4 gennaio 1985, curò con il collega Onder i 49 appuntamenti del primo ciclo, su Raidue.
Per "Dossier Scienza" (1990) si occupa della geometria frattale e le sue applicazioni nella medicina, nell'astronomia, nella fisica, nello spettacolo. Per il settimanale "Tg2 Dossier", allora curato da Paolo Meucci, su Raidue, il 4 dicembre 1990, ha firmato l'inchiesta sulla complessa realtà dell'assistenza ai malati mentali, a 18 anni dall'entrata in vigore della Legge 180 o Legge Basaglia sulla riforma psichiatrica: scarse le strutture residenziali o semiresidenziali, le case di cura private in aumento, 30.000 persone risultavano ricoverate.
Ha pubblicato varie raccolte di poesia: Non arriva nessuno (1962), Viaggio a vista (1992, Premio "Cesare Pavese"), Specchio in uno specchio riflesso (1999, nella rosa dei Premi Alfonso Gatto, Città di Marineo, Metauro e Viareggio), Versi scabri (2011). 
Inoltre, ha pubblicato anche i romanzi I luoghi e il tempo (1988, Premio “Città di Benevento”), Candida (2015), Eredità o la colpa di Serena (2017), Racconti dal passato (2018), Segreti in famiglia (2025).

## Opere

### Romanzi
- I luoghi e il tempo, Roma, Newton Compton, 1988
- Candida, Ilmiolibro.it, 2015
- Eredità o la colpa di Serena, Ilmiolibro.it, 2017
- Racconti dal passato, Ilmiolibro.it, 2018
- Come un’oliva infilzata, 2022
- L’eredità dei Crea, 2023
- Il sangue non mente, LFA Publisher, 2024
- Segreti in famiglia, Edizioni Progetto Cultura, 2025

### Poesie
- Non arriva nessuno, Padova, Rebellato, 1962
- Viaggio a vista, Spinea, Edizioni del Leone, 1992
- Specchio in uno specchio riflesso, Spinea, Edizioni del Leone, 1999
- Versi scabri, Ilmiolibro.it, 2011

## Premi
- "Premio Città di Benevento", 3ª edizione, a Umberto Segato per I luoghi e il tempo (1988)
- Premio Cesare Pavese, 9ª edizione, a Umberto Segato per Viaggio a vista (1992)
- "Premio Luigi Vanvitelli" di Caserta, 4ª edizione, a Umberto Segato per il giornalismo televisivo (1993)